# Владзімірув
Владзімірув (пол. Władzimirów) — село в Польщі, у гміні Казімеж-Біскупи Конінського повіту Великопольського воєводства.
Населення — 386 осіб (2011).
У 1975-1998 роках село належало до Конінського воєводства.

## Демографія
Демографічна структура станом на 31 березня 2011 року:
|          | Загалом | Допрацездатний вік | Працездатний вік | Постпрацездатний вік |
| -------- | ------- | ------------------ | ---------------- | -------------------- |
| Чоловіки | 204     | 34                 | 160              | 10                   |
| Жінки    | 182     | 43                 | 116              | 23                   |
| Разом    | 386     | 77                 | 276              | 33                   |